# Penei
Das Penei  ist ein Schwert der Toraja-Ethnie auf der Insel Sulawesi.

## Beschreibung
Das Penei hat eine gerade, einschneidige Klinge. Die Klinge läuft vom Heft gerade zum Ort. Der Ort ist abgerundet. Die Klinge hat keinen Mittelgrat und keinen Hohlschliff. Das Heft ist aus Horn geschnitzt und hat ein rundes Parier aus Messing. Der Knauf ist mit traditionellen, linienförmigen Schnitzereien  verziert. Bei manchen Versionen ist das Heft mit Metallfolie belegt, was jedoch nur erfolgreichen Kopfjägern zustand. Die Scheiden bestehen aus Holz, sind zweiteilig und mit Rattanstreifen zur Befestigung umwickelt. Auf der Rückseite sind zwei Löcher ausgearbeitet, die zur Aufnahme eines Gürtels dienen. Der Scheidenmund ist so gearbeitet, dass sich das Heftende genau einfügt. Ein ähnliches Schwert aus dieser Region ist das Timor-Schwert. Das Penei wird von der Ethnie der Toraje benutzt.